# Faro di Alistro
Il faro di Alistro (fanale di Alistru in corso) è un faro marittimo che si trova nell'omonima località del territorio comunale di San Giuliano, nei pressi della punta nord di Aleria. La luce è prodotta da una lampada alogena da 180 watt.

## Storia
Il faro fu costruito nel 1864; nel 1910 la struttura subì un incendio, mentre nel 1943 venne gravemente danneggiato dalle truppe tedesche nel corso della seconda guerra mondiale.
Ristrutturato nel 1945, è stato elettrificato dal 1964 ed automatizzato nel 1988.

## Struttura
Si tratta di una torre ottagonale in pietra, che si eleva presso la parte centrale della facciata di un edificio in mattoni, che in passato ospitava le abitazioni di due guardiani. Al di sopra della torre si trova la lanterna metallica.
Presso il faro nel 1990 è stata inaugurata la nuova struttura che ospita il più moderno semaforo, dove trova ubicazione la stazione meteorologica di Alistro, ufficialmente riconosciuta dall'Organizzazione meteorologica mondiale.